# Giacomo Durando
Giacomo Durando (Mondovì, 4 de febrero de 1807 - Roma, 1894) Hermano de Giovanni Durando, fue jefe del ejército romano durante la primera guerra de independencia de la Unificación italiana. 
- Datos: Q1010255
- Multimedia: Giacomo Durando / Q1010255